# Abchazisk-ortodoxa kyrkan
Abchazisk-ortodoxa kyrkan, eller Abchaziska ortodoxa kyrkan, (ryska: Абхазская Православная церковь) är en östortodox kristen kyrka som utropades den 15 september 2009 och är än så länge[när?] ej erkänd av någon annan östortodox kyrka.

## Historia
Det område som utgör dagens Abchazien har en lång kristen historia. Enligt traditionen ska aposteln Simon vara begraven i byn Anakopia, nära Suchumi.
Den kristna kyrka som växte fram i området lydde under ärkebiskopen (senare patriarken) i staden Konstantinopel, som 330 e.Kr. grundats av Konstantin den store. Metropoliten av Pitius (Bitjvinta) deltog i Första konciliet i Nicaea 325, men Abchazien kristnades inte i sin helhet förrän på 500-talet, av kejsar Justinianus I.
I slutet av 800-talet underordnades de östortodoxa stiften i Abchazien ärkebiskopen i nuvarande Georgien. Senare grundades katholikatet Abchazien.
Under det osmanska styret vann islam terräng i området. Senare erövrade Ryska imperiet landet och den rysk-ortodoxa kyrkan blev den ledande i Abchazien. Efter Sovjetunionens upplösning utropade kyrkoledarna i Georgien den georgiska apostoliska, autokefala och ortodoxa kyrkan som abchazierna därmed ofrivilligt kom att bli en del av.
Efter konflikten mellan Abchazien och Georgien förlorade den autokefala kyrkan i Georgien kontroll och jurisdiktion över området. Alla georgiska präster lämnade området och den ende kvarvarande prästen, abchaziern Vissarion Apliaa, tog över ledarskapet över de lokala östortodoxa församlingarna.
Under de följande åren anlände präster från den angränsande eparkin Majkop och uttryckte klagomål över att den rysk-ortodoxa kyrkan utbildat och skickat präster till området samt publicerat bibelöversättningar på abchaziska.
Genom medling slöt parterna ett avtal i Majkop år 2005, och organiserade sig i eparkatet Abchazien, med oklar kanonisk status. Detta förmådde dock inte lösa konflikten, och den 15 september 2009 beslutade eparkatet vid ett kyrkomöte att utropa den abchazisk-ortodoxa kyrkan.

## Bilder

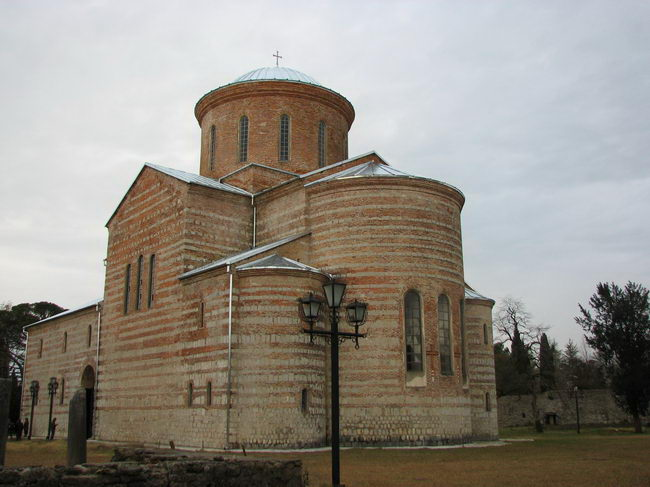
Pitsundakatedralen i Pitsunda, Georgien.
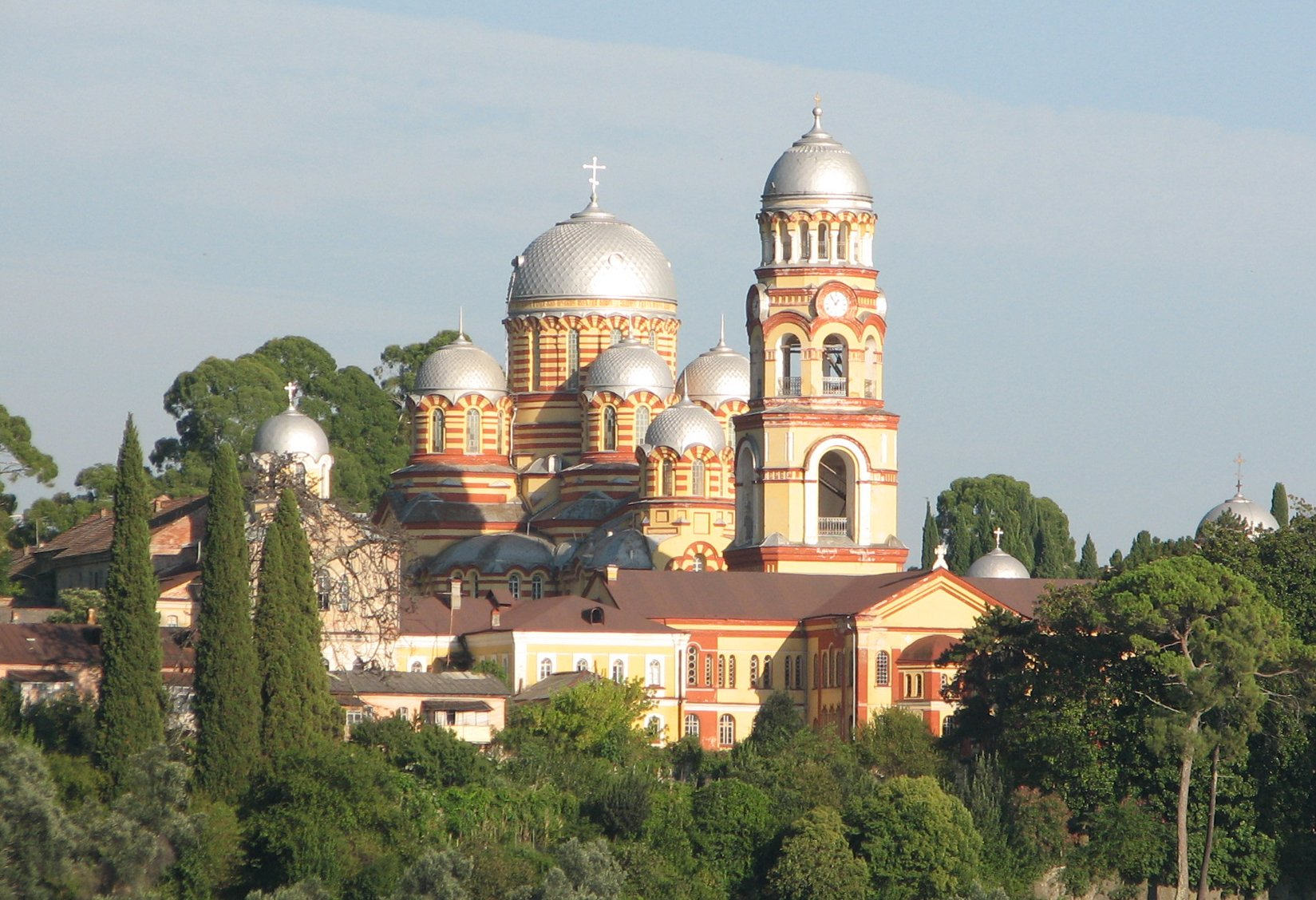
Nya Athosklostret i Afon Tjyts, Abchazien, Georgien.